# Grand Prix of Cleveland 2006
Grand Prix of Cleveland 2006 var den sjätte deltävlingen i Champ Car 2006. Racet kördes den 25 juni på Burke Lakefront Airport i centrala Cleveland. A.J. Allmendinger fortsatte att överraska, och tog sin andra raka seger för Forsythe Racing. I och med att mästerskapsledande Sébastien Bourdais bröt på grund av en kollision på det första varvet, fick Allmendinger kontakt med toppen av mästerskapet. Bruno Junqueira slutade tvåa, med Oriol Servià på tredje plats.

## Slutresultat
| Plats | Förare             | Team                | Grid | Kvaltid |
| ----- | ------------------ | ------------------- | ---- | ------- |
| 1     | A.J. Allmendinger  | Forsythe Racing     | 1    | 56,283  |
| 2     | Bruno Junqueira    | Newman/Haas Racing  | 7    | 57,178  |
| 3     | Oriol Servià       | PKV Racing          | 4    | 56,855  |
| 4     | Alex Tagliani      | Team Australia      | 8    | 57,401  |
| 5     | Jan Heylen         | Dale Coyne Racing   | 16   | 58,281  |
| 6     | Mario Domínguez    | Dale Coyne Racing   | 17   | 58,801  |
| 7     | Dan Clarke         | HVM Racing          | 11   | 57,619  |
| 8     | Katherine Legge    | PKV Racing          | 14   | 58,048  |
| 9     | Will Power         | Team Australia      | 9    | 57,538  |
| 10    | Nelson Philippe    | HVM Racing          | 6    | 57,162  |
| 11    | Andrew Ranger      | Conquest Racing     | 12   | 57,772  |
| 12    | Tonis Kasemets     | Rocketsports Racing | 18   | 59,549  |
| 13    | Justin Wilson      | RuSPORT             | 3    | 56,651  |
| 14    | Cristiano da Matta | RuSPORT             | 10   | 57,570  |
| 15    | Charles Zwolsman   | Conquest Racing     | 13   | 58,023  |
| 16    | Paul Tracy         | Forsythe Racing     | 5    | 57,011  |
| 17    | Nicky Pastorelli   | Rocketsports Racing | 15   | 58,179  |
| 18    | Sébastien Bourdais | Newman/Haas Racing  | 2    | 56,638  |